# Ноа Садікі
Ноа Жуніор Садікі (фр. Noah Junior Sadiki; нар. 17 грудня 2004, Брюссель) — конголезький футболіст, півзахисник англійського клубу «Сандерленд» і збірної ДР Конго.

## Клубна кар'єра

### «Андерлехт»
У віці 6 років почав займатися футболом в академії «Андерлехта». 10 лютого 2022 року підписав з клубом свій перший професіональний контракт до 2023 року з опцією продовження ще на один рік. 22 травня 2022 року дебютував в основному складі «Андерлехта» в матчі Про-ліги проти «Брюгге», вийшовши в стартовому складі.
18 серпня 2022 року в матчі кваліфікації Ліги конференцій УЄФА проти швейцарського «Янг Бойз» дебютував у єврокубках.

### «Юніон»
27 липня 2023 року перейшов у клуб «Юніон», підписавши чотирирічний контракт. 12 серпня дебютував за «Юніон» в матчі Про-ліги проти «Левена», замінивши Лазара Амані. У своєму дебютному сезоні провів 53 поєдинки за «Юніон», ставши володарем Кубка Бельгії.
20 липня 2024 року допоміг «Юніону» вперше в історії здобути Суперкубок Бельгії. 7 серпня того ж року дебютував у Лізі чемпіонів УЄФА в матчі кваліфікації проти чеської «Славії». 10 листопада 2024 року в матчі Про-ліги проти «Генка» забив свій перший гол у професіональній кар'єрі. За підсумками лютого 2025 року визнаний гравцем місяця Про-ліги. 5 квітня 2025 року поєдинок Про-ліги проти «Гента» став для нього ювілейним, 100-им, в складі «Юніона». В сезоні 2024–25 допоміг команді виграти чемпіонат Бельгії вперше за 90 років.

### «Сандерленд»
4 липня 2025 року перейшов в клуб англійської Прем'єр-ліги «Сандерленд», підписавши п'ятирічний контракт. Сума трансферу становила 17 млн євро. 16 серпня дебютував за нову команду в матчі Прем'єр-ліги проти «Вест Гем Юнайтед», вийшовши в стартовому складі.

## Кар'єра в збірній
Виступав за збірні Бельгії до 18, до 19 і до 20 років. У жовтні 2023 року отримав виклик до збірної ДР Конго до 20 років, за яку в підсумку дебютував в жовтні того ж року проти збірної Тунісу.
22 травня 2024 року вперше викликаний до збірної ДР Конго головним тренером Себастьяном Десабром для участі в матчах відбіркового турніру до чемпіонату світу 2026 проти збірних Сенегалу та Того. Втім, участі у цих іграх не брав. 6 вересня 2024 року дебютував за збірну ДР Конго в поєдинку відбіркового турніру до Кубка африканських націй 2025 проти збірної Гвінеї, замінивши Шарля Пікеля.

## Статистика виступів

### Клубна статистика
Станом на 16 серпня 2025
| Клуб                | Сезон             | Чемпіонат          | Чемпіонат | Чемпіонат | Кубок | Кубок | Кубок ліги | Кубок ліги | Єврокубки | Єврокубки | Інші  | Інші | Всього | Всього |
| Клуб                | Сезон             | Дивізіон           | Матчі     | Голи      | Матчі | Голи  | Матчі      | Голи       | Матчі     | Голи      | Матчі | Голи | Матчі  | Голи   |
| ------------------- | ----------------- | ------------------ | --------- | --------- | ----- | ----- | ---------- | ---------- | --------- | --------- | ----- | ---- | ------ | ------ |
| Андерлехт           | 2021–22           | Про-ліга           | 0         | 0         | 0     | 0     | —          | —          | —         | —         | 1     | 0    | 1      | 0      |
| Андерлехт           | 2022–23           | Про-ліга           | 12        | 0         | 1     | 0     | —          | —          | 5         | 0         | —     | —    | 18     | 0      |
| Андерлехт           | Всього            | Всього             | 12        | 0         | 1     | 0     | —          | —          | 5         | 0         | 1     | 0    | 19     | 0      |
| → Андерлехт Ф'ючерс | 2022–23           | Челледжер Про-ліга | 5         | 0         | —     | —     | —          | —          | —         | —         | 9     | 0    | 14     | 0      |
| Юніон               | 2023–24           | Про-ліга           | 27        | 0         | 5     | 0     | —          | —          | 11        | 0         | 10    | 0    | 53     | 0      |
| Юніон               | 2024–25           | Про-ліга           | 39        | 1         | 3     | 1     | —          | —          | 12        | 0         | 1     | 0    | 55     | 2      |
| Юніон               | Всього            | Всього             | 66        | 1         | 8     | 1     | 0          | 0          | 23        | 0         | 11    | 0    | 108    | 2      |
| Сандерленд          | 2025–26           | Прем'єр-ліга       | 1         | 0         | 0     | 0     | 0          | 0          | —         | —         | —     | —    | 1      | 0      |
| Всього за кар'єру   | Всього за кар'єру | Всього за кар'єру  | 84        | 1         | 9     | 1     | 0          | 0          | 28        | 0         | 21    | 0    | 142    | 2      |

1. 1 2  Матчі плей-оф
2. ↑  Матчі в Лізі конференцій УЄФА
3. ↑  Матчі плей-оф на підвищення до Про-ліги
4. ↑  8 матчів в Лізі Європи УЄФА, 3 матчі в Лізі конференцій УЄФА
5. ↑  2 матчі в Лізі чемпіонів УЄФА, 10 матчів у Лізі Європи УЄФА
6. ↑  Матчі в Суперкубку Бельгії

### Міжнародна статистика
Станом на 25 березня 2025 
| Збірна            | Сезон             | Товариські | Товариські | Офіційні | Офіційні | Всього | Всього |
| Збірна            | Сезон             | Матчі      | Голи       | Матчі    | Голи     | Матчі  | Голи   |
| ----------------- | ----------------- | ---------- | ---------- | -------- | -------- | ------ | ------ |
| ДР Конго          |                   |            |            |          |          |        |        |
| 2024              | 0                 | 0          | 6          | 0        | 6        | 0      |        |
| 2025              | 0                 | 0          | 1          | 0        | 1        | 0      |        |
| Всього за кар'єру | Всього за кар'єру | 0          | 0          | 7        | 0        | 7      | 0      |

### Матчі за збірну
Станом на 25 березня 2025 
| Матчі Ноа Садікі за збірну ДР Конго | Матчі Ноа Садікі за збірну ДР Конго | Матчі Ноа Садікі за збірну ДР Конго | Матчі Ноа Садікі за збірну ДР Конго | Матчі Ноа Садікі за збірну ДР Конго | Матчі Ноа Садікі за збірну ДР Конго | Матчі Ноа Садікі за збірну ДР Конго | Матчі Ноа Садікі за збірну ДР Конго |
| №                                   | Дата                                | Суперник                            | Рахунок                             | Голи                                | Картки                              | Хвилини                             | Змагання                            |
| ----------------------------------- | ----------------------------------- | ----------------------------------- | ----------------------------------- | ----------------------------------- | ----------------------------------- | ----------------------------------- | ----------------------------------- |
| 1                                   | 6 вересня 2024                      | Гвінея                              | 1–0                                 |                                     |                                     | 10'                                 | Відбіркові матчі КАН-2025           |
| 2                                   | 9 вересня 2024                      | Ефіопія                             | 2–0                                 |                                     |                                     | 11'                                 | Відбіркові матчі КАН-2025           |
| 3                                   | 10 жовтня 2024                      | Танзанія                            | 1–0                                 |                                     |                                     | 18'                                 | Відбіркові матчі КАН-2025           |
| 4                                   | 15 жовтня 2024                      | Танзанія                            | 2–0                                 |                                     |                                     | 8'                                  | Відбіркові матчі КАН-2025           |
| 5                                   | 16 листопада 2024                   | Гвінея                              | 0–1                                 |                                     |                                     | 75'                                 | Відбіркові матчі КАН-2025           |
| 6                                   | 19 листопада 2024                   | Ефіопія                             | 1–2                                 |                                     |                                     | 45'                                 | Відбіркові матчі КАН-2025           |
| 7                                   | 25 березня 2025                     | Мавританія                          | 2–0                                 |                                     |                                     | 1'                                  | Відбіркові матчі ЧС-2026            |

Всього: 7 матчів / 0 голів; 5 перемог, 0 нічиїх, 2 поразки.

## Досягнення
«Юніон»
- Чемпіон Бельгії: 2024–25[23]
- Володар Кубка Бельгії: 2023–24[24]
- Володар Суперкубка Бельгії: 2024[25]

Особисті
- Гравець місяця бельгійської Про-ліги: лютий 2025[26]